# قشة ساتيري
قشة ساتيري (الاسم العلمي: Mico saterei) وهو نوع من قرود القشة متوطّنة في البرازيل.